# Speedway Ekstraliga
Die Speedway Ekstraliga ist die höchste Speedway-Liga in Polen.
Die ersten polnischen Meisterschaften im Speedway wurden 1948 ausgetragen. Im Jahr 2000 wurde dann die halb-professionelle Ekstraliga żużlowa gegründet. Am 21. Juni 2006 wurde in Bydgoszcz die Speedway Ekstraliga GmbH gegründet, die professionell die polnischen Meisterschaften durchführen soll. Sitz der GmbH ist Bydgoszcz. Die polnische Liga gilt nach insgesamt sechs Titeln bei dem Speedway Europa-Cup als die stärkste Liga der Welt. Als Unterbau gibt es noch eine 1. und eine 2. Liga, in denen auch Teams aus dem Ausland starten.

## Teams 2023
- Motor Lublin
- Stal Gorzów Wielkopolski
- Włókniarz Częstochowa
- Apator Toruń
- Sparta Wrocław
- Unia Leszno
- GKM Grudziądz
- Wilki Krosno